# Enseñanza recíproca
La enseñanza recíproca es una actividad de interacción que toma la forma de un diálogo entre profesores y estudiantes con respecto a los segmentos de texto con el fin de construir un significado más profundo de éste. Esta enseñanza se basa en una técnica de lectura que está pensada para promover la comprensión lectora.  Un enfoque recíproco provee a los estudiantes con cuatro estrategias específicas de lectura que se utilizan de forma activa y consciente para apoyar la comprensión: preguntas, aclaraciones, resúmenes, y predicción. Palincsar (1986) cree que el propósito de enseñanza recíproca es para facilitar un esfuerzo de grupo entre profesor y alumnado así como entre estudiantes en la tarea de enriquecer el significado del texto.
La enseñanza recíproca es más eficaz en el contexto de la investigación colaborativa en grupos pequeños, que se mantiene por el profesor o tutor de lectura.

## Fundamentos Conceptuales
El concepto de la enseñanza recíproca fue desarrollado por primera vez por Palincsar y Brown en 1984. Como se mencionó anteriormente, la enseñanza recíproca fue desarrollado como una técnica para ayudar a los maestros a cerrar la brecha para los estudiantes que demostraron una discrepancia entre decodificación, habilidades y comprensión de habilidades (Palincsar, Ransom, y Derber, 1989). Es decir, el proceso está dirigido a ayudar a los estudiantes que poseen habilidades de nivel de grado de correspondencia entre letras y sonidos ( "la pronunciación de" palabras y "fragmentación"), pero son incapaces de construir significado a partir de los textos que decodifican. La enseñanza recíproca utiliza la estrategia de predicción, por lo que los estudiantes predicen antes de la lectura, y luego pueden usar esas predicciones durante la lectura para comprobar si son correctas o no (Striklin, 2011).
La enseñanza recíproca se compone de cuatro componentes: la predicción, la aclaración, el cuestionamiento y la comprensión. En 2005, Oczkus acuñó la frase la "Fab Four" para describir los procesos involucrados en la enseñanza recíproca (Striklin, 2011). Luego, los estudiantes pasan de aclarar las cosas que no entienden, a hacer las preguntas del instructor, o que tengan el maestro hacer preguntas durante la lectura, a fin de aclarar las secciones difíciles de texto o señalar las áreas donde los estudiantes deben prestar especial atención. Después de leer el texto, las preguntas se hacen de un estudiante o grupo de estudiantes para mejorar la retención y comprobar cuánto se ha aprendido. Por último, la comprensión se logra mediante la participación de los estudiantes en un resumen de una página o bien toda la selección de texto de lo que acaba de leer (Striklin, 2011). El maestro es compatible con los estudiantes a través de las reformulaciones o re elaboraciones de sus respuestas, declaraciones y preguntas.

## Función de las estrategias de lectura
La enseñanza recíproca es una amalgama de estrategias de lectura que se piensa para que los lectores sean eficaces en su uso. Según lo indicado por Pilonieta y Medina en su artículo "Enseñanza recíproca para el Nivel Elemental: podemos hacerlo, también", la investigación previa llevada a cabo por Kincade y Playa (1996) indica que los lectores competentes utilizan estrategias de comprensión específicas en sus tareas de lectura, mientras los malos lectores no lo hacen (Pilonieta y Medina, 2009). Los lectores competentes tienen habilidades de decodificación y comprensión bien practicada que les permiten proceder a través de los textos un tanto automáticamente hasta que algún tipo de evento desencadenante les avisa de un fallo de comprensión (Palincsar y Brown, 1984).
Este disparador puede ser cualquier cosa de una acumulación inaceptable de conceptos desconocidos a una expectativa que no ha sido cumplido por el texto. Cualquiera que sea el disparador, lectores competentes reaccionan a una ruptura de comprensión mediante el uso de una serie de estrategias de una manera planificada y deliberada. Estas estrategias "de corrección de" van desde simplemente disminuyendo la velocidad de la lectura o de decodificación, para volver a leer, en forma consciente un resumen del material. Una vez que la estrategia (o estrategias) ha ayudado a restaurar significado en el texto, el lector exitoso puede proceder de nuevo sin uso consciente de la estrategia (Palincsar y Brown).
Todos los lectores en ocasiones llegan al fallo cognitivo al leer textos que son un reto desconocido, es decir, "desconsertante" estructurado o escrito de una manera inusual (Garner, 1992; Wade, 2001). Los lectores pobres, por el contrario, no demuestran la misma reacción cuando se produce un fallo de comprensión. Algunos simplemente no reconocen los factores desencadenantes que indican descomposición comprensión. Otros son conscientes de que ellos no entienden el texto, pero no tienen o no pueden emplear estrategias que los ayudan. Algunos utilizan malas estrategias (tales como la evasión) que no ayudan en la comprensión (Garner, 1992). Mayer señala en su documento sobre estrategias de aprendizaje que la enseñanza recíproca puede ayudar incluso a los estudiantes novatos se vuelvan más expertos en la utilización de estrategias de aprendizaje y fomentar su comprensión de un tema (1996). Mayer también señala que el proceso de enseñanza recíproca da a los estudiantes la oportunidad de aprender más haciendo que los profesores como modelos de conducta, y que el proceso de enseñanza recíproca les otorgue a los principiantes de un campo académico la oportunidad de aprender de los expertos turnándose para dirigir a la clase ( Mayer, 1996).

## Estrategias de enseñanza recíproca
Abordando el problema desde la perspectiva de la enseñanza de estrategias cognitivas (Slater y Horstman, 2002), la enseñanza recíproca brinda intentos para entrenar a los estudiantes en estrategias específicas y diferenciadas para prevenir la insuficiencia cognitiva durante la lectura. Palincsar y Brown (1984) identificaron cuatro estrategias básicas que pueden ayudar a los estudiantes a reconocer y reaccionar a las señales de falta de comprensión: preguntas, aclaraciones, resúmenes, y predicción. Estas estrategias sirven para propósitos duales de ser tanto la comprensión-promoción y comprensión -monitorizada; es decir, que se cree que para mejorar la comprensión y, al mismo tiempo, para dar a los estudiantes la oportunidad de comprobar si está ocurriendo. El líder sigue estos cuatro pasos en este orden específico:
- Predicción

- Cuestionamiento

- Claridad

- Resumen

## Formato de instrucción
La enseñanza recíproca sigue un proceso dialógico / dialéctico. Palincsar, Ransom, y Derber (1989) escribió que había dos razones para elegir el diálogo como el medio. En primer lugar, se trata de un formato de lenguaje con el que están familiarizados los niños (en oposición a la escritura, que puede ser demasiado difícil para algunos lectores con dificultades). En segundo lugar, el diálogo proporciona un vehículo útil para un control alternativo entre el profesor y los estudiantes de una manera sistemática y con un propósito.
La enseñanza recíproca ilustra una serie de ideas únicas para la enseñanza y el aprendizaje y se basa en las teorías cognitivas y del desarrollo. Las estrategias de enseñanza recíproca incrustados en los que representan aprendices exitosos dedican a la vez que interactúan con el texto. Se cree que fomentar la autorregulación y el autocontrol y promover el aprendizaje intencional (Brown, 1980).
La enseñanza recíproca también sigue una curva muy andamiaje, comenzando con un alto nivel de instrucción de los maestros, el modelado, y de entrada, que se retira poco a poco hasta el punto de que los estudiantes son capaces de utilizar las estrategias de forma independiente. La enseñanza recíproca comienza con los estudiantes y el profesor de lectura de un fragmento de texto en conjunto. En las etapas iniciales, el maestro modela las estrategias "Fab Four" requeridas por la enseñanza recíproca, y el profesor y los estudiantes comparten en la conversación para llegar a un acuerdo mutuo sobre el texto (Williams, 2011). El maestro entonces específica y explícitamente modelos de su pensamiento procesa en voz alta, utilizando cada una de las cuatro estrategias de lectura. Los estudiantes siguen el modelo del profesor con sus propias estrategias, también verbalizar sus procesos de pensamiento de los otros estudiantes a escuchar.
Con el tiempo, el maestro modela cada vez menos frecuentemente como estudiantes a ser más hábil y confiado con las estrategias. Con el tiempo, la responsabilidad de dirigir las discusiones en grupos pequeños del texto y de las estrategias es entregado a los estudiantes. Esto le da al profesor o tutor de lectura la oportunidad de diagnosticar fortalezas, debilidades, las ideas falsas, y para dar seguimiento según sea necesario.
La enseñanza recíproca abarca varias técnicas que incluyan el quién, qué y dónde, del aprendizaje (Mayer, 475-476):
- Lo que se aprende son estrategias cognitivas para la comprensión de lectura en lugar de los hechos y procedimientos específicos. La enseñanza se centra en la forma de aprender en lugar de lo que aprender.
- El aprendizaje de las estrategias cognitivas se produce dentro de las tareas de comprensión de lectura real en lugar de tener cada estrategia enseñada en forma aislada. El aprendizaje tiene lugar en un orden, en lugar de aprender todo por separado.
- Los estudiantes aprenden como aprendices dentro de un grupo de aprendizaje cooperativo que está trabajando juntos en una tarea. Los estudiantes están aprendiendo a través de sí mismos, y por medio de los otros miembros de su grupo.

## Usos actuales
El modelo de enseñanza recíproca ha estado en uso durante los últimos 20 años (Williams, 2011) y ha sido adoptado por un número de distritos escolares y programas de intervención de lectura a través de Estados Unidos y Canadá. También se ha utilizado como modelo para una serie de programas de lectura producidos comercialmente, tales como Soar to Success, conectores, en los conectores. Por desgracia, según Williams, la mayoría de los estudiantes y profesores de este país tienen "ni siquiera oído hablar de él" (2011). Disponible a partir Ed Global en Nueva Zelanda, escrito por Jill es Eggleton los conectores y en series de conectores. Estas dos series tienen tanto de ficción y la ficción de texto no. (2015)
La enseñanza recíproca también está siendo adoptado e investigado en países distintos de los Estados Unidos. Por ejemplo, Yu-Fen Yang de Taiwán llevó a cabo un estudio para desarrollar una estrategia de enseñanza / aprendizaje recíproco en las clases de Inglés de recuperación de lectura (2010). El estudio de Yang llegó a la conclusión de que "... los estudiantes manifestaron que observaron y aprendió de sus pares de la maestro o 'externalización del uso de la estrategia. Students' progreso de la lectura de la instrucción de recuperación que incorpora el sistema RT también fue identificado por el pre y post-test . Este estudio sugiere que puede haber beneficios para los maestros en alentar a los estudiantes para interactuar con los demás con el fin de aclarar y discutir las preguntas de comprensión y constantemente vigilar y regular su propia lectura "(2010).
En un estudio realizado en 2008 presentó la aplicación efectiva de la enseñanza recíproca a los estudiantes con diagnóstico de leves a moderadas formas de discapacidad. Dentro de este grupo, el diez por ciento de los estudiantes tiene dificultades en el aprendizaje debido al síndrome de Down. El promedio de los participantes fue de alrededor de dieciocho años de edad. Los investigadores, Miriam Alfassi, Itzhak Weiss, y Hefziba Lifshitz, desarrollaron un estudio basado en Palincsar de Brown y diseño de la enseñanza recíproca para los estudiantes que eran considerados académicamente demasiado bajo para las complejas habilidades de comprensión de lectura. El estudio comparó dos estilos de enseñanza, la instrucción de remediación / directo a Palincsar / Castaño enseñanza recíproca. Después de doce semanas de instrucción y las evaluaciones, se encontró que la enseñanza recíproca para producir una mayor tasa de éxito en la mejora de las habilidades de alfabetización en los participantes con leve a moderada problemas de aprendizaje. Una vez completado el estudio, los investigadores recomiendan la enseñanza recíproca para que los estudiantes se les enseña en un entorno interactivo que incluye textos significativos y conectados. Esta investigación de la Revista Europea de la Educación Especial, promueve la enseñanza recíproca por su estructura en los diálogos y cómo los estudiantes aprenden a aplicar esos diálogos sobre la base de la lectura que tiene lugar en la instrucción.
Actualmente en la investigación de Estados Unidos también se ha llevado a cabo sobre el uso de la enseñanza recíproca en los grados primarios. Pilonieta y Medina llevó a cabo una serie de procedimientos para poner en práctica su versión de la enseñanza recíproca en los estudiantes de la escuela primaria (2009). Los investigadores adoptaron un modelo apropiado para la edad de la enseñanza recíproca y lo llamaron "Enseñanza recíproca para el Nivel Elemental", o rtpg (2009). Su investigación muestra que incluso en los niños más pequeños, la enseñanza recíproca aparentemente beneficia a los estudiantes y que mostró la retención de la rtpg cuando se vuelve a prueba 6 meses más tarde (2009).
La enseñanza recíproca ha sido anunciada como eficaz para ayudar a los estudiantes a mejorar su capacidad de lectura en los ensayos pre-post o estudios de investigación (Pearson y Doyle, 1987;. Pressley et al, 1987) [10] Los ensayos adicionales que emplean la enseñanza recíproca han manifestado consistentemente la técnica promueve comprensión de lectura, medido en las pruebas estandarizadas de lectura (Carter, 1997).

## La conexión con Vygotsky
En "Pensamiento y Lenguaje" Lev Vygotsky limns la profunda conexión entre (oral) el lenguaje, la cognición y el aprendizaje. Consulte el aprendizaje del personal docente de pruebas complementarias. El componente de la lengua oral intensiva en Enseñanza recíproca es vygotskiano.
La enseñanza recíproca es una aplicación contemporánea de las teorías de Vygotsky; que se utiliza para mejorar la capacidad de los estudiantes para aprender de texto. En este método, el profesor y los estudiantes colaboran en el aprendizaje y la práctica de las cuatro habilidades principales: resumiendo, preguntas, aclaraciones, y la predicción. El papel del profesor en el proceso se reduce con el tiempo. Además, la enseñanza recíproca es relevante para los conceptos de instrucción, tales como "andamios" y "aprendizaje", en la que un profesor o un compañero más avanzado ayuda a estructurar u organizar una tarea para que un principiante puede trabajar en él con éxito.
El trabajo de Vygotsky y su noción de una "zona de desarrollo próximo", que caracterizó como "la distancia entre el nivel real de desarrollo determinado por la solución independiente de problemas y el nivel de desarrollo potencial (Vygotsky, 1978, p. 86).